# 博羅萬

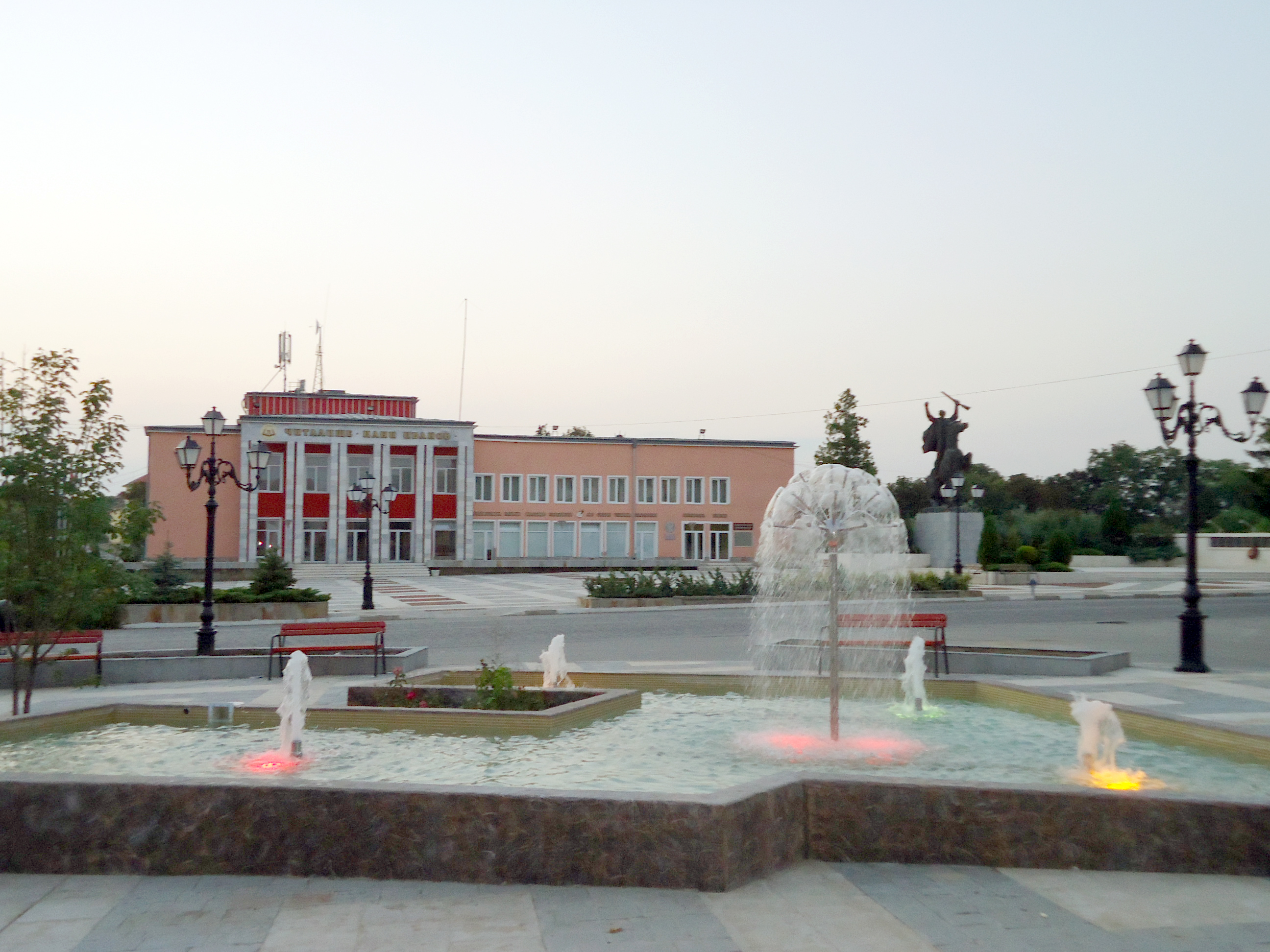
村中心

博羅萬，是保加利亞西北部弗拉察州博羅萬市鎮的村庄及行政中心，面積81.46平方公里，海拔高度162米，2015年人口2,505，人口密度每平方公里30.75人。